# Commission Hirsch
La commission Hirsch fut la deuxième commission de la Communauté européenne de l'énergie atomique (Euratom), entre 1959 et 1962. Son président était le Français Étienne Hirsch.
Il y a eu par la suite une seule autre commission avant que l'exécutif de l'Euratom ne soit fusionné avec la Communauté européenne du charbon et de l'acier et la Communauté économique européenne en 1967 pour devenir les Communautés européennes.
Étienne Hirsch considérait que le cœur de l'Euratom devait être le « Centre commun de recherches ». Il proposa que ce centre soit créé à Grenoble. La France refusa ce qui devait pourtant constituer la possibilité de concentrer l'essentiel des travaux de l'Euratom sur son territoire, ce qui lui aurait permis d'éviter le saupoudrage qu'elle craignait.
C'est sous son mandat que le règlement intérieur de la Commission a été voté.

## Sources
- (en) Cet article est partiellement ou en totalité issu de l’article de Wikipédia en anglais intitulé « Hirsch Commission » (voir la liste des auteurs).

## Compléments